# ラフィアの戦い
ラフィアの戦い（英: Battle of Raphia、紀元前217年6月22日）は、第四次シリア戦争の戦闘であり、セレウコス朝の王アンティオコス3世とプトレマイオス朝のプトレマイオス4世との間で戦われた会戦である。この戦いは第4次シリア戦争の帰趨を制した。この戦争はアンティオコス3世が、プトレマイオス朝の支配下にあったシリア南部（コイレ・シリア）の支配権獲得を目指してプトレマイオス朝の領土に侵攻したことではじまった戦争である。ラフィアの戦いでアンティオコス3世は敗れ、セレウコス朝の南部シリア方面への拡大政策は頓挫し、プトレマイオス朝は自国領土を防衛することに成功した。

## 背景
紀元前222年に発生したメディア、ペルシスでの反乱（モロンとアレクサンドロスの反乱）を鎮圧したセレウコス朝のアンティオコス3世は、即位後の混乱を収めて対外的な拡大政策に転じた。セレウコス朝とプトレマイオス朝両国が建国された当初からその領有を巡って度々戦争が発生していたシリア南部がその最初の目標となり、紀元前219年にアンティオコス3世は大軍を率いてプトレマイオス朝を攻撃し、第四次シリア戦争が始まった。セレウコス朝軍は一時的にプトレマイオス朝の首都アレクサンドリアそばまで迫ったものの退却に追い込まれ、その後はシリアで激戦が繰り広げられた。紀元前218年に撤収した両国は、翌紀元前217年6月に入ると再び軍を整えてシリアに進軍した。両軍はパレスチナのラフィア（現：ラファ近郊）に野営地を築いて展開し、戦闘が開始された。

## 両軍の編成
ラフィアの戦いはヘレニズム時代有数の大会戦であり、その軍編成等についてはポリュビオス等によって記録が多く残されている。両軍とも7万前後の兵を動員した。

### セレウコス朝
アンティオコス3世率いるセレウコス朝軍は、ポリュビオスの記録によれば歩兵62000人、騎兵6000騎、戦象102頭であった。両翼の一番外側に騎兵2000騎ずつが配置され、アンティオコス3世が直接指揮する騎兵隊2000人は右翼の騎兵部隊と並んで配置された。戦象60頭は右翼前衛に、42頭が左翼前衛に配置された。全体に右翼に重点的に騎兵等が配置されているのは、右翼が攻撃翼であり、右翼部隊の前進によって敵を包囲する作戦を取っていたためであると言われている。右翼部隊は突撃のため、鍵爪状に斜めに展開していた。
62000人の歩兵部隊は更に細かい部隊に分かれていた。部隊中央には銀楯隊（アルギュラスピデス）と呼ばれる選抜された精鋭歩兵部隊10000人と徴収兵からなる密集方陣（ファランクス）部隊20000人が配置され、中央右翼側には5000人の歩兵部隊が2部隊（ギリシア人傭兵5000人、ダハエ人・カルマリア人・キリキア人合わせて5000人）、更にクレタ弓兵隊2500人が配置されていた。中央左翼側はアラビアの現地人部隊10000人、東方領土からの歩兵部隊5000人（キッシア人・カドゥシア人・カルマニア人）、そしてリュディア人の投槍兵隊500人、ペルシア人の歩兵隊（カルダケス）1000人がそれぞれ配置された。他に部隊配置位置が不明ながらアグリアニア人とペルシア人の弓兵隊と投石隊2000人、トラキア人傭兵隊が2000人いたとされている。
セレウコス朝軍は敵軍よりも数が少ないにもかかわらず敵より長い戦列を組んだ事がわかっており、プトレマイオス朝軍に比較して各部隊の縦深は浅くなっていた。
セレウコス朝軍の編成はセレウコス朝の社会機構等を考慮する際にも重要である。セレウコス朝は一般にマケドニア人、ギリシア人の王朝であるとされているし、当時もそのように見られていたが、動員された兵員の6割前後は非マケドニア系である。更に、当時セレウコス朝の支配下に入っていない地域から集まった兵が多数を占めており、その他の要素とあわせてセレウコス朝の兵士の大半が傭兵であったと見られている。傭兵であることが記録に明記されているのはギリシア人等少数であるが、支配下に無いアラビア人やリュディア人を強制徴集することが出来たとは考えられていないし、クレタ人等は当時傭兵として名を馳せた人々である。このことから、当時のセレウコス朝において制度的徴兵が行われていない、もしくは行われていたとしても極めて不十分なものであったことが推測できる。

### プトレマイオス朝
プトレマイオス4世率いるプトレマイオス朝軍は、歩兵70000人以上、騎兵5000騎、戦象73頭を擁していたとポリュビオスは記す。セレウコス朝軍と同じく左翼に騎兵3000騎、戦象40頭。右翼に2000騎、戦象33頭を分割配置していた。中央には密集方陣（ファランクス）を組んだマケドニア人25000人とエジプト人20000人が並び、その右翼側にギリシア人傭兵隊8000人、ガラティア人とトラキア人の傭兵隊6000人が並んだ。左翼側にはリビア人の密集方陣（ファランクス）部隊3000人、軽装歩兵3000人、そしてプトレマイオス4世が直接指揮する親衛隊3000人が並んだ。
左翼側に騎兵部隊が重点配置されたのは敵の攻撃翼が右翼であったことに対する備えであったといわれている。また、敵に比較して歩兵隊（特に密集方陣部隊）の数が多いにもかかわらず短い戦列を組んだために縦深は深くなっていた。なお、歩兵部隊の兵員数を合計しても70000人に達しないが、その数の差をどう見るかについては学者間で見解が相違する。

## 経過
ラフィア市近郊に展開した両軍は、互いの規模が大きいこともあって睨み合いを続けた。途中アンティオコス3世は、配下のテオドトスに命じて小規模な夜襲を行いプトレマイオス4世の天幕を襲撃させた。天幕への襲撃は成功し、侍医のアンドレアスが殺害されたもののプトレマイオス4世は脱出し難を逃れた。
5日間の睨み合いの末、プトレマイオス4世は本格的な戦闘準備を開始し、アンティオコス3世もそれに続いた。そして両軍は上述のように戦列を組み立てた。アンティオコス3世は突撃用に斜めに配置した右翼部隊にプトレマイオス朝軍左翼を攻撃させ、左翼部隊も戦象を中心として突撃を開始して戦闘が始まった。

### セレウコス朝軍右翼・プトレマイオス朝軍左翼の展開
左翼側に位置したプトレマイオス4世はセレウコス朝軍右翼の突撃に対して戦象を突撃させて対応した。しかし戦象部隊はプトレマイオス4世の期待に反し、セレウコス朝軍の戦象部隊によって壊走した。元々象の数が少なかった事に加えて、プトレマイオス朝軍の用いたマルミミゾウは、セレウコス朝が用いたインドゾウに比べて体格が小さく歯が立たなかった。その上ラッパ音に怯えて混乱したとも記録されている。これに続いてアンティオコス3世はプトレマイオス朝軍の外側から騎兵部隊を回りこませ側面攻撃をかけた。これによってプトレマイオス4世率いるプトレマイオス朝軍左翼は全面的な敗走に陥りセレウコス朝軍による激しい追撃に晒されて壊滅した。

### セレウコス朝軍左翼・プトレマイオス朝軍右翼の展開
プトレマイオス朝軍の右翼はエカクラテスの指揮の下にあった。エカクラテスはセレウコス朝軍左翼の戦象が突撃してくるのを確認すると、指揮下にある騎兵部隊2000を側面に回りこませるとともに、中央軍右翼側にいたギリシア人傭兵部隊を前進させてセレウコス朝軍左翼側にいたアラビア諸部族の部隊を攻撃した。砂埃に紛れて側面迂回に成功したエカクラテスの騎兵部隊はセレウコス朝軍左翼の騎兵部隊を攻撃してこれを撃破し、ギリシア人傭兵部隊も突破に成功してセレウコス朝軍の戦象部隊を包囲した。セレウコス朝軍の左翼騎兵部隊は敗走しプトレマイオス朝軍右翼によって追撃を受けた。

### 中央軍の展開
両軍とも左翼部隊が壊走し右翼部隊が前進した状態となった。中央の主力部隊の戦闘突入はやや遅れたが、両翼の戦闘開始にあわせて両者はともにまっすぐ前進し、戦闘を開始した。プトレマイオス朝軍の中央軍には宰相ソシビオスと王妃アルシノエ3世がいたと伝えられる。中央軍の戦闘は互角であったが、敵左翼を破ったプトレマイオス朝軍の右翼部隊は、セレウコス朝軍の右翼部隊よりも早く中央軍の戦場に戻り、セレウコス朝中央軍の後方に回り込んだ。これを見たプトレマイオス朝中央軍の士気は一挙に高まって攻撃を強めた。一方で挟撃されたセレウコス朝の中央軍は浮き足立って総崩れとなり戦いの帰趨は決した。アンティオコス3世は壊走する味方を一旦ガザにまとめて撤退し、ここに第4次シリア戦争におけるプトレマイオス朝の勝利が確定的なものとなった。

## 結果
この戦いの結果、シリア南部はプトレマイオス朝の支配が継続することになった。アンティオコス3世は手痛い打撃を受けてシリア方面での領土獲得を一時放棄することになり、その矛先をアナトリアやイラン高原方面に向けていった。プトレマイオス朝にとっては大勝利であったが、この戦いはプトレマイオス朝社会に大きな社会的変化をもたらした。これまで特権階級としてのギリシア人・マケドニア人の存在はプトレマイオス朝の支配を支える軸であった。しかし、20000人を超えるエジプト人が戦いに参加して勝利をもたらしたことは、エジプト人にとっては自らの重要性を国家に証明することを意味した。旧来は「マキモイ」と呼ばれ輸送兵程度にしか用いられなかったエジプト人兵士であったが、ラフィアの戦いにおいては兵員の絶対数を確保するために無くてはならない存在であるのが明白となった。これによってエジプト人にもギリシア人と同じクレルコイ（軍事植民者）になる道が開かれ、一種民族主義的な政治傾向が高まったと考えられる。ラフィアの戦い以後のプトレマイオス朝の神殿碑文や宗教政策は従来に比べて非常に強いエジプト的傾向を示す。プトレマイオス4世の死後王となったプトレマイオス5世は初めてメンフィスでエジプト式の儀式によってファラオの座についた。
更にプトレマイオス朝史上初とも言える大規模なエジプト人の反乱もプトレマイオス4世の治世末期に発生している。これも遠くラフィアの戦いにおけるエジプト人の貢献を精神的背景に持ったものであるといわれている。

## 注
1. ↑  正確にはクレタ弓兵隊1500人、ネオクレタ弓兵隊1000人。前者の指揮官はエウリュロコス、後者の指揮官はゼリュスであり別個の部隊であった。しかしネオクレタ人（ネオクレテス）とクレタ人の違いについては不明である。暫く後のマグネシアの戦いでも彼らは区別されており、一時的な区分ではなかったと考えられる。
2. ↑  キッシアはエラムの中心都市スサの別名。古くからのエラム人に加えてギリシア人も多数住み着いていた。
3. ↑  カドゥシアとはアルメニアの東部、カスピ海地方である。
4. ↑  カルマニアとは現在のイラン領ケルマーン州付近の事である。当時セレウコス朝の支配が強く及んではおらず、カルマニア人は傭兵であったと推定されている。
5. ↑  カルダケスはペルシアの兵科区分であり歩兵部隊である。元来はエリート部隊の称号であったが後に単なる美称になったとも言われている。
6. ↑  アグリアニア人はトラキア地方のマケドニア系住民であるが、セレウコス朝の軍勢に参加したのはラフィアの戦いの時のみである。
7. ↑  この戦象同士の戦いの勝敗がどのようにしてついたのかは異説も多く、また当時の戦象の運用方法についても完全に解明されていない。
8. ↑  政治力の低いプトレマイオス4世の時代にエジプトの実権を握っていた人物。
9. ↑  プトレマイオス4世の王妃であり実妹にあたる。有能な女性で高い政治的指導力を発揮したが、後にソシビオスらと対立して暗殺された。
10. ↑  ただし従来クレルコイであったギリシア人・マケドニア人の中にはこうしたエジプト人の進出を嫌う風潮が強くあった。彼らは新たにカトイコイを名乗るようになり、一種の軍事貴族を形成していった。